# عنقا (ستاره)
عَنقا یا نائِر زورق (ستاره روشن قایق) یا آلفا ققنوس یک ستاره است که در صورت فلکی سیمرغ قرار دارد.